# Petid, Bihor
Petid este un sat în comuna Cociuba Mare din județul Bihor, Crișana, România. Satul Petid se află la 60 de km de Oradea.

## Vezi și
- Biserica de lemn din Petid

 Acest articol despre o localitate din județul Bihor este deocamdată un ciot. Puteți ajuta Wikipedia prin completarea lui.